# Artefact (fotografie)
Een artefact in de fotografie is een beeldelement dat oorspronkelijk niet in het onderwerp aanwezig was, maar een gevolg is van het fotografisch proces en/of de gebruikte apparatuur of programmatuur. Ook in andere deelgebieden van de optica kunnen artefacten voorkomen. Zo kunnen bij bepaalde spiegeltelescopen zogenaamde diffractiesterren ontstaan door diffractie aan de ophangbeugels van de secundaire spiegel.
Er kunnen verschillende categorieën onderscheiden worden:

## Optische artefacten

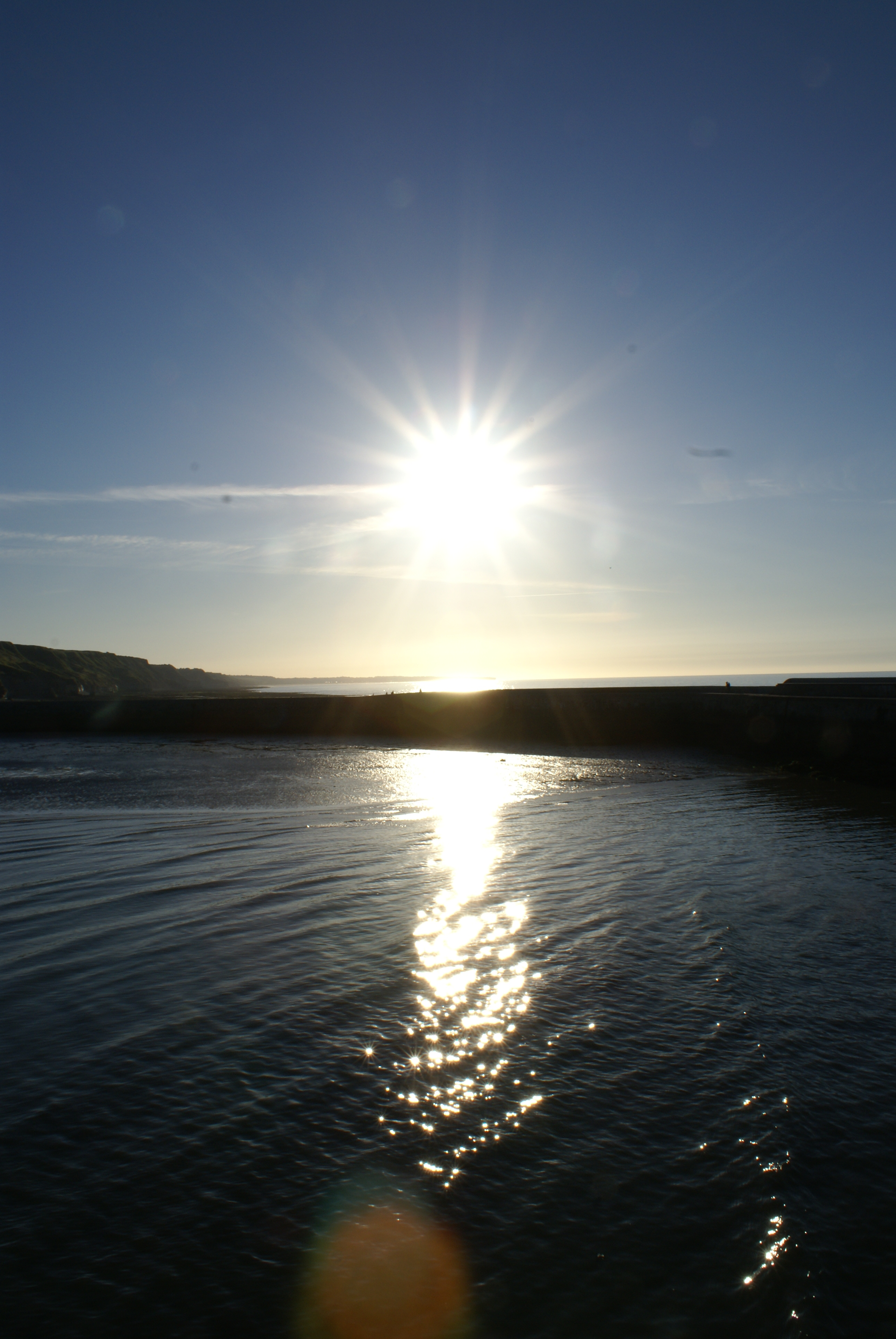
Een voorbeeld van een diffractiester, diafragmavlekken en diverse artefacten door stof op sensor.

Dit zijn artefacten die door de gebruikte optiek veroorzaakt worden:
- Diafragmavlekken, lichte vlekken in de vorm van de diafragmaopening, die ontstaan door inwendige reflectie op oppervlakken van lenscomponenten wanneer een te sterke lichtbron geheel of gedeeltelijk binnen het beeldveld valt
- Diffractiesterren, lichte strepen die vanuit heldere delen van het beeld symmetrisch uitwaaieren. Bij fotografische objectieven ontstaan deze gewoonlijk doordat de diafragmaopening geen cirkel maar een veelhoek is. Het aantal "stralen" komt overeen met het aantal segmenten van het diafragma.
Bij sommige spiegeltelecopen treedt dit verschijnsel ook op ten gevolge van de ophangbeugels van de secundaire spiegel.

In veel beeldbewerkingsprogramma's kunnen deze artefacten achteraf toegevoegd worden om de afbeelding een "authentiek" tintje te geven.

## Procesartefacten
Dit zijn artefacten die door de gebruikte chemische en fysische processen veroorzaakt worden, ze komen met name voor bij de "chemische" fotografie:
- Korrel
- Reticulatie is een "bobbelend" effect dat veroorzaakt wordt als de verschillende baden te veel van temperatuur verschillen. Hierdoor "schrikt" de gelatine van de film.
- Krassen en stofjes
- Droogvlekken ontstaan doordat bij drogen van film het water niet gelijkmatig maar in druppels opdroogt.
- Ontwikkelvlekken ontstaan doordat er bij ontwikkelen luchtbelletjes op de film blijven zitten.

## Elektronische artefacten
Dit zijn artefacten die vooral bij elektronische (digitale) fotografie voorkomen:
- Beeldruis ontstaat doordat niet alle pixels van een beeldsensor identieke karakteristieken hebben, waardoor in egale vlakken wat variatie te zien zal zijn.
- Dode of uitgebrande pixels zijn een extreem geval van het bovenstaande.
- Pixellatie wordt veroorzaakt doordat te weinig pixels beschikbaar zijn voor het onderwerp. De afbeelding krijgt hierdoor een "blokkerig" uiterlijk ("tegeltjeseffect") bij sterk uitvergroten.
- Posterisatie is het gebruiken van te weinig kleurniveaus waardoor in kleur verlopende vlakken op de afbeelding abrupte overgangen krijgen.
- Aliasing is een soort van Moiré-effect dat veroorzaakt wordt door interferentie tussen fijne, zich herhalende details in het beeld en de fysieke verdeling van de sensorpixels.

## Compressieartefacten
- Compressieartefacten worden veroorzaakt door niet-verliesvrije compressie. Vooral bij sterk gecomprimeerde JPEG-foto’s krijgen scherpe overgangen, zoals bij tekst, een vlekkerig of rafelig uiterlijk. Door het JPEG-compressiemechanisme zullen deze artefacten vaak in patronen van 8 x 8 pixels optreden. Het artikel JPEG geeft hiervan wat voorbeelden.

## Overige artefacten
- Ook door stof op negatieven of films respectievelijk op de beeldsensor kunnen artefacten ontstaan.
- Door opslag en niet optimaal bewaren van negatieven of films kunnen artefacten veroorzaakt worden door vochtinwerking, schimmelgroei, scheuren, stof of vraat van ongedierte.